# Ariel Lausarot
Ariel Lausarot Peralta (* 22. Oktober 1952 in Colonia del Sacramento) ist ein uruguayischer Politiker.
Ariel Lausarot ist verheiratet und Vater dreier Kinder. Er studierte Rechts- und Sozialwissenschaften, Journalismus und Tourismus. Er war als Lehrer in der Sekundarstufe tätig und wirkte als Dozent an der Universidad del Trabajo in Colonia.
Lausarot, Mitglied der Partido Colorado und dort dem Sektor des Foro Batllista zugehörig, hatte als Repräsentant des Departamento Colonia in der 42. Legislaturperiode im Zeitraum vom 15. Februar 1985 bis zum 14. Februar 1990 für die Batllismo Unido Lista 15 und erneut in der 44. Legislaturperiode vom 15. Februar 1995 bis zum 14. Februar 2000 für die Foro Batllista Lista 2000 ein Titularmandat als Abgeordneter in der Cámara de Representantes inne. Währenddessen war er vom 1. März 1999 bis zum 15. Februar 2000 Kammerpräsident. Ebenfalls nahm er in der 44. Legislaturperiode mehrfach ein Mandat als stellvertretender Senator in der Cámara de Senadores wahr. Dieses umfasste die Zeiträume vom 16. September 1997 bis zum 29. September 1997, vom 18. November 1997 bis zum 24. November 1997 und vom 14. Juli 1998 bis zum 24. Juli 1998.
1997 bis 1998 wirkte er zudem als Coordinador de bancada des Foro Batllista. In der Abgeordnetenkammer war er in den Jahren 1985, 1988 und 1989 Vizepräsident der Kommission für Verkehr, Kommunikation und Tourismus. Überdies hatte er von 1995 bis 1996 den Vorsitz der Kommission für Industrie, Energie, Bergbau und Tourismus inne und war dort anschließend bis 1997 Vizepräsident. Unter anderem war er 1998 auch Mitglied des Haushaltsausschusses und gehörte im Verlaufe seiner Parlamentstätigkeit weiteren Kommissionen an. An insgesamt 24 Gesetzesinitiativen war er beteiligt, wovon sieben letztlich umgesetzt wurden. Auf Parteiebene gehörte er von 1985 bis 1994 dem departamentalen und nationalen Parteikonvent der Partido Colorado an, war in den Jahren 1995 bis 2000 in seinem Heimatdepartamento deren Generalsekretär und im selben Zeitraum auf nationaler Ebene Mitglied des Exekutiv-Komitees der Partei. 
Von 1990 bis 1993 hatte er die Position des Direktors der Administración Nacional de Combustibles, Alcohol y Portland (ANCAP) inne. Von 2001 bis 2003 war Lausarot Präsident der Banco Hipotecario del Uruguay.